# 实践理性批判
《实践理性批判》（德語：Kritik der praktischen Vernunft）初版于1788年，伊曼努尔·康德三大批判中的第二部，位于《纯粹理性批判》、《道德形上學基礎》之后，《判断力批判》之前。康德在本书中主要探讨了道德哲学的问题。
自费希特《知识学》（Doctrine of Science）始，《实践理性批判》对其后伦理学以及道德哲学领域的发展产生了决定性的影响。它是二十世纪所有包含义务论（义务伦理学）色彩伦理学的出发点。

## 中译本
- 1936年  张铭鼎译本  商务印书馆出版
- 1960年  关文运译本  商务印书馆出版（2002年  广西师大新版）
- 1982年  牟宗三译注本《康德的道德哲学》  台湾学生出版社出版
- 1999年  韩水法译本  商务印书馆出版
- 2003年  邓晓芒译本  人民出版社出版
- 2007年  李秋零译本  《康德著作全集》（第五卷）  中国人民大学出版社出版